# George M. Smith (Musiker)
George M. Smith (* 29. Januar 1912 in New York City; † 1. Juni 1993 in Houston, Texas) war ein US-amerikanischer Musiker (Gitarre, Komposition), der sich neben seiner Arbeit als Studiomusiker in den Bereichen Jazz und Unterhaltungsmusik betätigte. Er galt als „Tutor der Westküsten-Studiogitarristen“.

## Leben und Wirken
George M. Smith wuchs in der New Yorker East Side auf; sein erstes Instrument war ein Banjo. Im Alter von 15 Jahren zog er mit seiner Familie nach Los Angeles. In den 1930er-Jahren arbeitete er als Gitarrist in den Filmstudios von Fox, Paramount und Metro-Goldwyn-Mayer; dabei begleitete er Künstler wie Bing Crosby, Alice Faye und Irene Dunne. Er wirkte bei unzähligen Studio-Aufnahmesessions mit und trat als Gastsolist mit dem Los Angeles Philharmonic Orchestra auf. 1942 veröffentlichte er das Lahrbuch George M. Smith Modern Guitar Method for Rhythm and Chord Improvising. Smith legte zudem 1946 eine Reihe von Gitarrenkompositionen vor wie „Carlotta“, „Slow Burning“, „Strollin’ Thru Manhattan“, „Test Pilot“ und „Whirlwind“, die auf dem Schellack-Album Variety Album veröffentlicht wurden, viele davon im Akkordstil. Auf seinem späteren Album The Exciting Guitar Sounds spielte er im Easy-Listening-Stil Standards wie „Beautiful Love“, „There Will Never Be Another You“ und „Younger Than Springtime“.
Nach Laurindo Almeida (Contemporary Creations for Spanish Guitar, 1958) gehörte der Gitarrist Bucky Pizzarelli zu den wenigen, die Smiths Kompositionen in späteren Jahren aufnahmen, zu hören auf Alben wie Doug and Bucky (1978), April Kisses (1999) und So Hard to Forget (2008).

## Diskografische Hinweise
- George M. Smith: Variety Album (Guitarists’ Records, 1947), mit Harry Bluestone, Marshall Sosson, Sam Freed, Cy Bernard, Artie Bernstein, Lou Singer, Emil Cadkin (arr)
- The Exciting Guitar Sounds of George Smith (Barbary Coast Records, 1959)
- My Teacher And I (Guitar Duets) (Guitarists’ Records)